# 孟青祿

孟青祿牧徽

孟青祿（1962年—），聖名保祿，是中國天主教呼和浩特教區正權主教，為教廷和北京政府所承認。
生於烏盟一個教友家庭。1985年呼和浩特進修院，1989年晉鐸。2005年當選主教。2010年4月18日就職，是教區第七任主教。
2001年起為區愛國會和教務委員會副主任、區政協委員。2010年12月9日當選中國天主教愛國會副主席。